# Magnetisk deklination

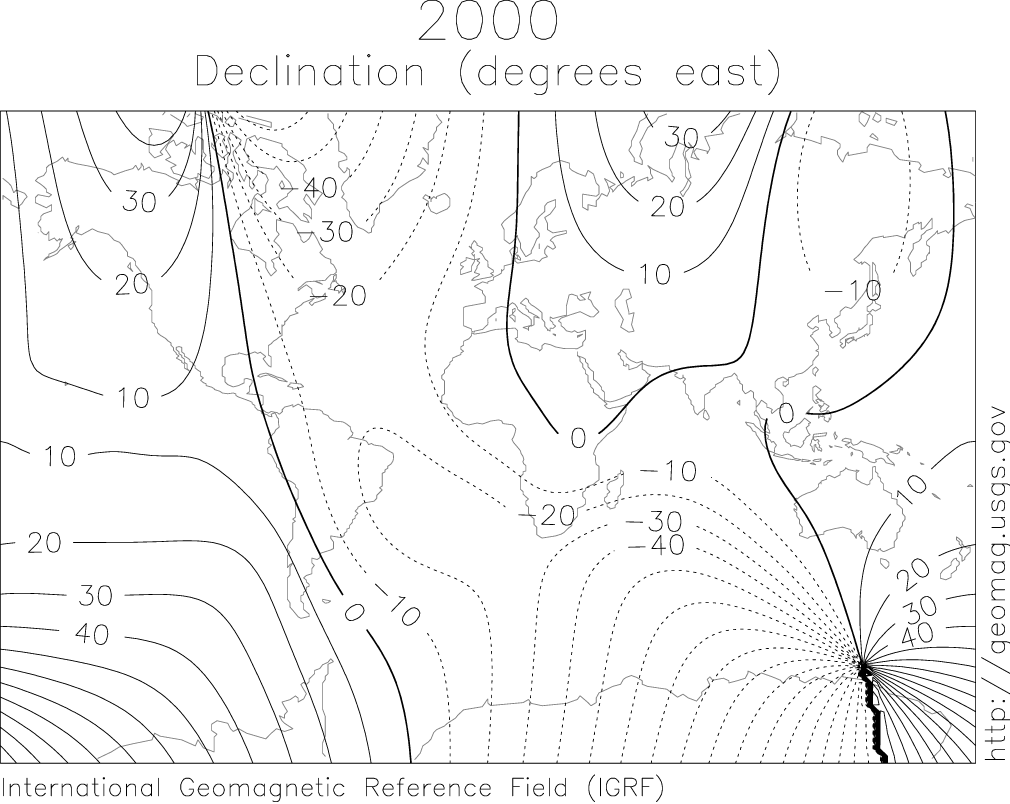
Magnetisk deklination år 2000. De linjerna där magnetisk deklinationen är noll kallas agoniska linjer.

Magnetisk deklination, här ovanligt stor.

Magnetisk deklination eller missvisning är det viktigaste skälet till att en magnetkompass inte pekar exakt mot nordpolen. Den magnetiska deklinationen är vinkeln mellan den verkliga och den magnetiska nordriktningen. Inte ens en perfekt ostörd magnetkompass visar alltså exakt mot norr, annat än där riktningarna råkar sammanfalla.
Den magnetiska nordriktningen bestäms av jordens magnetfält. Den skiljer sig från geografisk nord dels för att den magnetiska nordpolen inte ligger vid den geografiska nordpolen, dels på grund av oregelbundenheter i magnetfältet.
Den magnetiska deklinationens storlek är olika på olika ställen på jorden, och förändras också långsamt med tiden eftersom jordens magnetfält ändras. Den magnetiska deklinationen och förändringen går att utläsa ur kartor och sjökort men den kan också beräknas med det internationella geomagnetiska referensfältet (IGRF) modell. 
Den magnetiska deklinationen kan också variera kraftigt lokalt på grund av malmförekomster. Områden med sådana magnetiska störningar märks ut på sjökorten.
Vid användning av magnetkompass för navigation måste man vid sidan av magnetisk deklinationen också beakta magnetisk deviation, som beror på magnetiskt material i fordonet. Också elektrisk apparatur och metallföremål placerade nära kompassen förorsakar fel.